# Marcació per tons
En telefonia, el sistema de marcació per tons, també anomenat sistema multifreqüencial o DTMF (Dual-Tone Multi-Frequency), consisteix en el següent:
Quan l'usuari polsa en el teclat del seu telèfon la tecla corresponent al dígit que vol marcar, s'envien dos tons, de diferent freqüència, que la central de commutació descodifica a través de filtres especials, detectant instantàniament quin dígit s'ha marcat.
La marcació per tons va ser possible gràcies al desenvolupament de circuits integrats que generen aquests tons des de l'equip terminal, consumint poca corrent de la xarxa i substituint el sistema mecànic d'interrupció-connexió, l'antiquat disc de marcar.
Aquest sistema supera la marcació per pols, fent disminuir la possibilitat d'errors de marcació, al no dependre d'un dispositiu mecànic. Per altra part és molt més ràpid, ja que no s'ha d'esperar tant temps perquè la central detecti les interrupcions, segons els números marcats.
Tanmateix, les modernes centrals telefòniques de commutació digitals, controlades per ordinador, continuen admetent la connexió dels terminals telefònics amb els dos tipus de marcació.
|        | 1209 Hz | 1336 Hz | 1477 Hz | 1633 Hz |
| 697 Hz | 1       | 2       | 3       | A       |
| 770 Hz | 4       | 5       | 6       | B       |
| 852 Hz | 7       | 8       | 9       | C       |
| 941 Hz | *       | 0       | #       | D       |